# Anurogryllus typhlos
Anurogryllus typhlos är en insektsart som beskrevs av Otte, D. och Peck 1998. Anurogryllus typhlos ingår i släktet Anurogryllus och familjen syrsor. Inga underarter finns listade i Catalogue of Life.